# روابط ایالات متحده آمریکا و مالزی
روابط مالزی و ایالات متحده آمریکا (انگلیسی: Malaysia–United States relations)، روابط دو جانبه بین مالزی و ایالات متحده آمریکا در سال ۱۹۵۷، بعد از استقلال مالایی برقرار گردید. ایالات متحده از دوران قدیم یکی از بزرگ‌ترین شریکان تجاری مالزی بوده که هنوز هم شرایط بدین نحو برقرار است و از دیرباز در بخش‌های نظامی، اقتصادی و آموزشی، قدیمی‌ترین و نزدیکترین متحد مالزی می‌باشد. قبل از اینکه کشور مالزی با یکپارچه شدن مالایا، بورنئو شمالی، ساراواک و سنگاپور شکل بگیرد فدراسیون مالایا کشور سلف مالزی تلقی می‌شد. قبل از این که یکپارچه سازی و شکل‌گیری کشوری به نام مالزی اتفاق بیفتد، سه قلمرو فوق بخشی از امپراتوری بریتانیا به حساب می‌آمدند. با این وجود، ایالات متحده از دههٔ ۱۸۰۰ در مالایا، حضور تجاری و کنسولی داشت.
سفارت مالزی در شهر واشینگتن، دی.سی. قرار دارد و دارای دفاتر سرکنسولگری در شهرهای لس آنجلس و نیویورک است. سفارت ایالات متحده در کوالا لامپور می‌باشد.